# Alliance for Open Media
Pour les articles homonymes, voir AOM.
Le consortium à but non lucratif Alliance for Open Media, abrégée parfois AOMedia ou AOM, littéralement Alliance pour un média ouvert a pour ambition de développer des formats de vidéo et d'image ouverts et gratuits, en réponse au H.265/HEVC,. Les fondateurs sont Amazon, Cisco, Google, Intel, Microsoft, Mozilla Foundation, ARM, Huawei, Samsung, Tencent, Meta, Nvidia, Apple et Netflix,. Cette alliance vise à éviter des guerres de brevets et de licences qui sont un frein à l'innovation. En mars 2018, AOM propose AV1, un codec sous licence Apache, en utilisant des éléments de Daala, Thor et VP9,.

## Historique
Le lancement de l'Alliance for Open Media a été annoncé le 1er septembre 2015 et vise à rendre son format vidéo disponible en 2017,.
Le 5 avril 2016, l'Alliance for Open Media a annoncé qu’AMD, ARM et NVIDIA l'avaient rejointe.
Le 21 octobre 2016, Chips&Media, Inc., une société proposant de la vidéo sur IP, rejoint à son tour l'organisation.
En mai 2017, VideoLAN qui édite VLC annonce rejoindre la fondation,.
En novembre 2017, Meta rejoint également le groupe, avec le niveau d'engagement « membre fondateur » et vise à faciliter l'adoption des codecs sur son réseau social,.
En janvier 2018, Apple rejoint le consortium, avec le statut de membre fondateur. Cependant, Apple intègre le format HEVC dans ses produits ,[Lesquels ?].
En avril 2019, Samsung Electronics rejoint également l'Alliance for Open Media.
En octobre 2019, le groupe Tencent rejoint le consortium, avec l'objectif d'améliorer AV1 pour les contenus 4K et 8K diffusés par contournement.
En juillet 2022, la Commission européenne annonce réaliser une enquête préliminaire concernant les conditions de licence imposées pour l'utilisation d'AV1. Les conditions imposées à des petits innovateurs pourraient les empêcher de mettre en valeur leurs brevets. En mai 2023, l'enquête préliminaire est classée sans suite par la Commission européenne.

## Membres
En date du 16 octobre 2021, les membres du consortium sont :
- Adobe
- Agora.io
- Alibaba
- Allegro DVT
- Amazon
- AMD
- Amlogic
- Apple
- Argon Design
- ARM
- Ateme
- Bilibili
- Bitmovin
- Broadcom
- Chips & Media
- Cisco
- Meta
- Gfycat
- Google
- Huawei
- Intel
- iSIZE
- Ittiam
- Microsoft
- Mozilla
- Netflix
- NETINT
- NVIDIA
- OPPO
- Polycom
- Realtek
- Roku (entreprise) (en)
- Snapchat
- Samsung
- Socionext
- Synamedia
- Tencent
- VeriSilicon
- iCue
- Vimeo
- Visionular
- VLC
- Western Digital
- Xilinx

## AOMedia Video 1

Le découpage en « T » d'un élément est une innovation de VP10, reprise par AV1.

L'organisation développe un codec vidéo : AOMedia Video 1, ou AV1, pour des usages liés à Internet tels que le streaming ou WebRTC, dont la version finale pourrait être publiée au premier trimestre 2017. Ce codec serait principalement basé sur VP9, avec des améliorations issues de Daala et Thor. Son but est d'être standardisé par l'Internet Engineering Task Force (IETF). Le consortium a présenté une liste de critères que doit remplir le nouveau standard vidéo, qui doit remplacer VP9 de Google, et concurrencer H.265/HEVC du Moving Picture Experts Group.
Son objectif est d'être 25 % plus efficace que le concurrent HEVC. Au début de juin 2016, ses performances étaient similaires, en mesurant le PSNR-HVS-M.. AV1 est utilisable avec le codec audio Opus et vise à être implémenté dans une prochaine version de WebM pour la vidéo HTML5 et le WebRTC.

### Adoption
Après la finalisation du standard, prévue d'abord avant mars 2017, puis au quatrième trimestre 2017, les premières puces et composants physiques compatibles devraient être proposés dans les 12 mois suivant cette finalisation.
YouTube, le service de vidéo appartenant à Google, a déclaré vouloir utiliser AV1 le plus rapidement possible, en commençant par les vidéos avec la plus haute résolution, dans les 6 mois après la finalisation du format.
De même que VP9, AV1 devrait fonctionner de pair avec WebM et Opus. Les principaux navigateurs internet, comme Google Chrome, Microsoft Edge ou Mozilla Firefox devraient donc en assurer la prise en charge. Safari d'Apple et Internet Explorer pourraient cependant ne pas être compatibles avec AV1.
En août 2017, on estime que les caractéristiques d'AV1 seront définitives au 31 décembre de la même année. L'utilisation du codec par YouTube et Netflix devrait alors suivre rapidement, puis l'implémentation physique devrait prendre plus de temps.
À la fin de novembre 2017, la version Nightly de Firefox permet l'utilisation du codec AV1 sur une page de démonstration présentée en partenariat avec Bitmovin,.
Le 28 mars 2018, la version 1.0 du codec AV1 est publiée.
En avril 2019, Intel et Netflix annoncent qu'ils travaillent ensemble au sein d'AOMedia sur le codec vidéo haute performance AV1, qui rendra le standard viable sur le plan commercial. Leur technologie commune s'appelle Scalable Video Technology for AV1 (SVT-AV1).

## Format d'image
Le consortium Alliance for Open Media travaille également sur un nouveau format d'images, avec de meilleures performances que l'actuel JPEG, et qui s'inscrirait en concurrence du format HEIF promu par Apple.
La spécification du nouveau format AVIF (abréviation d’AV1 Image Format) est achevée en mars 2019. Le format commence à être pris en charge par les navigateurs Chrome et Firefox en juillet 2020.